# Norðragøta
Norðragøta (IPA: [noːɹaˌgøːta], danska: Nordregøte) är en tätort på Färöarna. Den är huvudort i kommunen Eysturkommuna och ligger i längst in i viken Gøtuvík på ön Eysturoy. Ortens namn förkortas ofta till endast Gøta. Norðragøta var centralort i den tidigare Gøta kommun (färöiska: Gøtu kommuna), som 2009 slogs ihop med andra kommuner och bildade Eysturkommuna. Det hävdas att den på Färöarna (förr) talade dialekten av danska, gøtudanskt, har fått sitt namn härifrån. 
Den 1 september 2015 hade Norðragøta 614 invånare.

## Samhälle
Norðragøta var administrativ huvudort i Gøta kommun från 1912 till 2009, då kommunen slogs ihop med Leirvíks kommun och bildade Eysturkommuna. Norðragøta hör också till Gøta kyrkosocken som omfattar orterna från den tidigare kommunen. Tidigare var träkyrkan Gøtu kirkja från 1833 i orten sockenkyrka, men sedan 1995 används den nyare kyrkan i Gøtugjógv till detta.
Postverk Føroya hade ett postkontor här mellan 1915 och 1927, men efter detta centralicerades postverksamheten till Gøtugjógv.
I Norðragøta finns en aktiv fiskehamn med många trålare, fiskmottagning, fiskexport samt flera mindre företag.

## Befolkningsutveckling
| Befolkningsutvecklingen i Norðragøta 1985–2015 | Befolkningsutvecklingen i Norðragøta 1985–2015 | Befolkningsutvecklingen i Norðragøta 1985–2015 | Befolkningsutvecklingen i Norðragøta 1985–2015 | Befolkningsutvecklingen i Norðragøta 1985–2015 |
| ---------------------------------------------- | ---------------------------------------------- | ---------------------------------------------- | ---------------------------------------------- | ---------------------------------------------- |
|                                                |                                                |                                                |                                                |                                                |
| År                                             |                                                |                                                | Folkmängd                                      |                                                |
| 1985                                           | 1985                                           |                                                | 465                                            |                                                |
| 1990                                           | 1990                                           |                                                | 493                                            |                                                |
| 1995                                           | 1995                                           |                                                | 458                                            |                                                |
| 2000                                           | 2000                                           |                                                | 525                                            |                                                |
| 2005                                           | 2005                                           |                                                | 567                                            |                                                |
| 2010                                           | 2010                                           |                                                | 609                                            |                                                |
| 2015                                           | 2015                                           |                                                | 614                                            |                                                |
|                                                |                                                |                                                |                                                |                                                |

## Historia
Norðragøta är en ort av stor betydelse i den färöiska historien. Det är inte känt när orten grundades, men den omnämndes första gång i Färingasagan. Norðragøta omnämns i förbindelse med Tróndur í Gøtu som hade sin huvudgård i Gøta - det är dock ovisst om Gøta i detta sammanhang refererar till Norðragøta eller Syðrugøta, trots att namnet Gøta ofta refererar till Norðragøta. Tróndur var en hednisk vikingahövding som under en tid styrde hela Färöarna, och som framställs som ond i historien. Sigmundur Brestisson, vems far Tróndur dödade, framställs som den gode, även om Sigmundur själv ledde rövartåg med mord och bränder som resultat. Sigmundur besegrade dock Tróndur och införde kristendomen runt år 1000.
Gøta har troligtvis fått namnet från den färdesväg eller vandringsled som gick genom området under tidig tid, där folk bosatte sig, då gøta betyder gata. Norðragøta, Syðrugøta, Gøtugjógv och Gøtueiði betyder därmed Norrgata, Sydgata, Gatklyfta och Gatände. Namnet böjs Gøtu ([gøːto]) i dativ och genitiv.

### De gamla husen

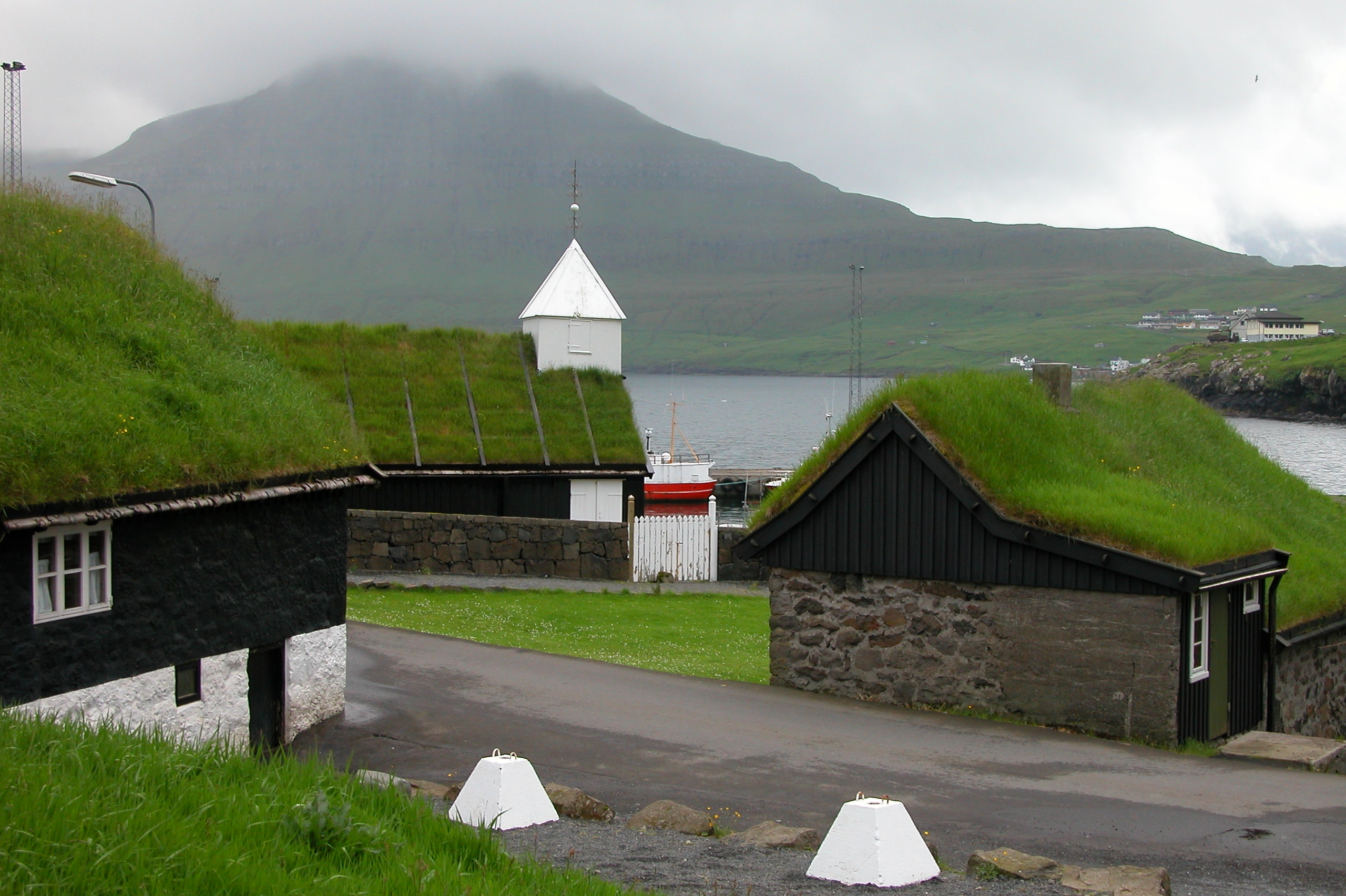
Norðragøta

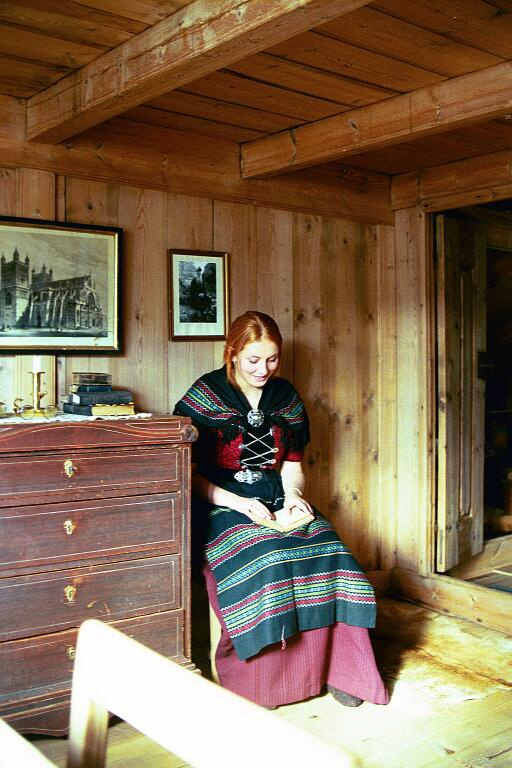
Musikern Eivør Pálsdóttir på besøk i Blásastova

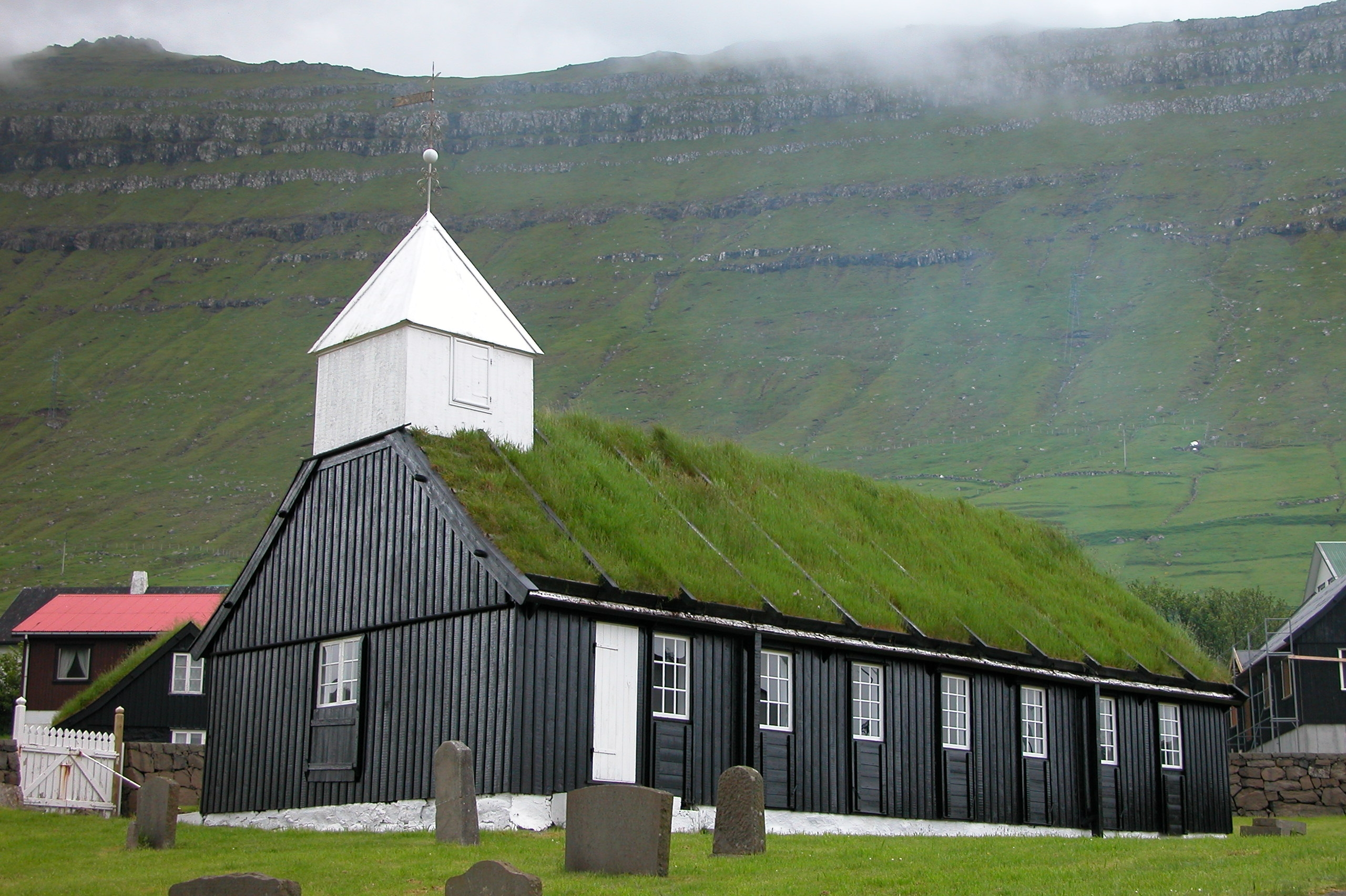
Kyrkan i Norðragøta

I färöiska byar har gamla hus vanligtvis egna namn. I Norðragøta finns de välbevarade husen Blásastova, Húsini hjá Glyvra Hanusi, Jákupsstova och Húsini hjá Peri. Gruppen med hus omfattar också det gamla hölagret som hör till Blásastova, samt den gamla kyrkan från 1833.
En färöisk bondgård bestod av en grupp hus som sällan var ihopbyggda. Kulturhistoriskt engagerade har gjort om Blásastova till museum. Blásastova är ett gårdshus som byggdes 1833. 1860 förlängdes huset med en påbyggnad i den översta änden. Blásastova var bostaden. Förutom den fanns det även stall och torkhus för kött och fisk. Huset är byggt i traditionell färöisk stil, i trä och på stengrund. Längs den norra ytterväggen reste man en stenmur som skydd mot regn och stormar. Taket är täckt med ett tunt lager med björknäver, och över detta gräs. Ytterväggarna är behandlade med tjära,. Innerväggarna, tak- och golvplankor är obehandlad granved.
Det viktigaste rummet var Roykstova, med en öppen eldplats där röken försvann ut genom en springa i taket, eventuellt genom en skorsten. Golvet bestod vanligtvis av stampad jord.I rummen finns husgeråd och möbler som återspeglar hur livet en gång var på en färöisk bondgård. Hölagret är också ett museum, med historiska föremål som användes vid jordbruk och övrigt arbete utomhus.
De gamla fiskarhusen byggdes omkring 1900, en tid då jordbruket minskade i betydelse medan fiskets betydelse ökade. Husen restes mellan 1902 och 1907. I stället för den traditionella Roykstovan hade man nu ett kök med installerat vatten och avlopp. När det gäller byggnadsstil och proportioner skiljer sig dessa inte från de traditionella normerna.
Húsi hjá Glyvra Hanusi är ett restaurerat hus. Det brukar användas som samlingslokal för de kulturhistoriskt engagerade och till övriga arrangemang. De andra två husen är nyrenoverade och ägs privat. Dessa används endast som sommarbostad.
De fyra bevarade husen har varit motiv i en serie frimärken 1992.

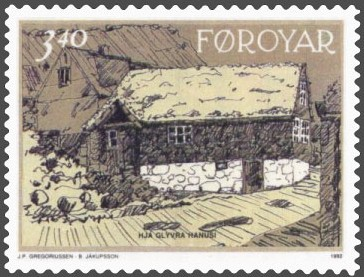
Hjá Glyvra Hanusi
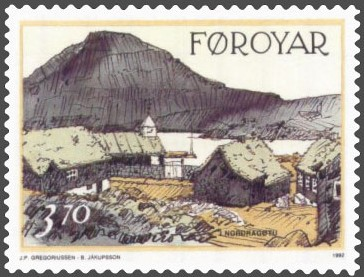
Húsini hjá Peri
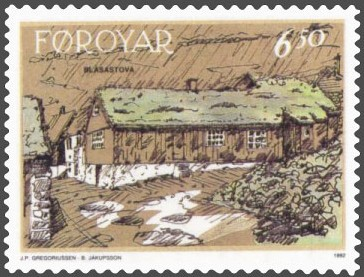
Blásastova
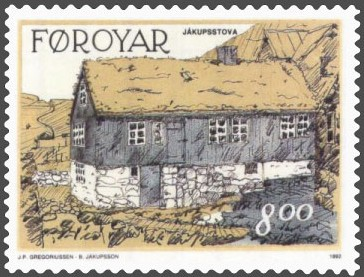
Jákupsstova

### Gøtu kirkja
Norðragøtas tidstypiska träkyrka med grästak restes 1833. Denna kyrka räknas till en av de finaste inom färöisk byggnadskonst från denna tid. Kyrkan användes tidigare som sockenkyrka men då den nya invigdes i Gøtugjógv 1995 av Margrethe II av Danmark används Gøtu kirkja endast lokalt.